# Haldenkanal
Der Haldenkanal (norwegisch: Haldenkanalen); früher Fredrikshalds-Kanal ist ein Kanal in den norwegischen Provinzen Østfold und Akershus unweit der Grenze zu Schweden. Der Kanal verbindet die Orte Skulerud und Tistedal. Er ist 80 Kilometer lang und wurde für den Transport von Baumstämmen errichtet. Über weite Strecken führt er durch bereits vorhandene Seen und verbindet sie miteinander. Der Haldenkanal ist neben dem Telemarkkanal das einzige Kanalsystem mit mehreren Schleusen in Norwegen. Die Entfernung zum schwedischen Dalsland-Kanal beträgt bei Otteid nur 1,5 Kilometer. Von 1827 bis 1956 gab es eine Floßstrecke. Eine schiffbare Verbindung gibt es aus finanziellen Gründen bis heute nicht.

## Geschichte

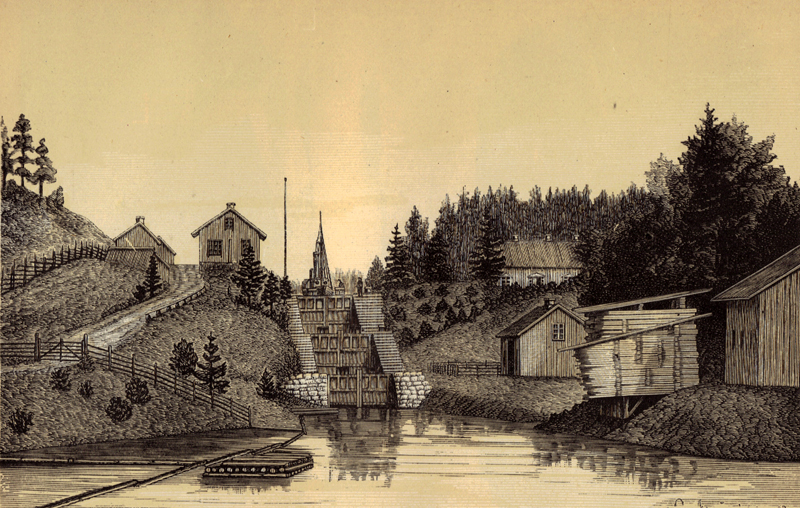
Die Schleusenanlage in Ørje 1885

Der Haldenkanal ist das älteste der beiden Kanalsysteme in Norwegen. Der Kanal wurde zwischen 1852 und 1860 gebaut. 1852 wurden die Brekke-Schleusen gebaut, später folgten die Schleusen bei Strømsfoss und Ørje. Im Jahr 1861 wurden die Schleusen in Brekke durch Hochwasser zerstört. Der erste Wiederaufbau erfolgte im Jahr 1877. Die derzeitige Anlage ist aus dem Jahr 1924. In der Nähe der Schleuse von Ørje steht ein Denkmal des Kanalbauers Engebret Soot, der von 1786 bis 1859 lebte.

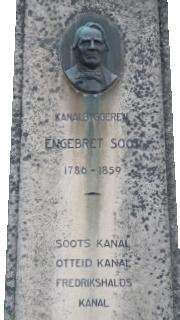
Denkmal in Ørje

## Schleusen
Im Haldenkanal gibt es drei Schleusenanlagen mit insgesamt acht Schleusenkammern. Die gesamte Fallhöhe beträgt 39 Meter. Die Schleuse von Brekke ist ein bekanntes Ausflugsziel. Mit ihrer Fallhöhe von 26,6 Meter in vier Kammern ist sie die höchste Nordeuropas. Neben den Schleusen liegt das Wasserkraftwerk Brekke.
| Schleuse                            | Fallhöhe | Kammern |
| ----------------------------------- | -------- | ------- |
| Ørje (59/28/57 N; 11/39/3 O)        | 10 m     | 3       |
| Strømsfoss (59/18/02 N; 11/39/37 O) | 2 m      | 1       |
| Brekke (59/8/52 N; 11/33/23 O)      | 27 m     | 4       |

## Verkehr
Auf dem Kanal verkehren Freizeitboote und Kanalschiffe. Das Motorschiff Turisten und der Dampfer Engebret Soot verkehren im Sommer im Linien- und Charterverkehr. Die Engebret Soot wurde 1862 erbaut und ist eines der ältesten  Propellerdampfschiffe der Welt. Das Hauptfahrwasser kann von Schiffen mit max. 1,6 Meter Tiefgang, 6,0 Meter Breite, 24,0 Meter Länge sowie einer Masthöhe von max. 5,7 Meter befahren werden.